# Silene oropediorum
Silene oropediorum là loài thực vật có hoa thuộc họ Cẩm chướng. Loài này được Coss. miêu tả khoa học đầu tiên năm 1890.